# Duhan van der Merwe
Duhan van der Merwe (* 4. Juni 1995 in George, Südafrika) ist ein schottischer Rugby-Union-Spieler südafrikanischer Herkunft. Er spielt auf der Position des Flügelstürmers für das schottische Franchise Edinburgh Rugby und für die schottische Nationalmannschaft. Sein vier Jahre älterer Bruder Akker van der Merwe ist ebenfalls Rugbyspieler.

## Biografie

### Vereinskarriere
Van der Merwe wuchs in George in der Provinz Westkap auf, wo er bei Jugendturnieren die SWD Eagles vertrat. Aufgrund seiner guten Leistungen mit den Eagles wurde er 2012 und 2013 in die U18-Auswahl der südafrikanischen Schulen aufgenommen. Eine Zeitland spielte er auch für die U18-Auswahl im Siebener-Rugby. Nach dem Schulabschluss zog er nach Pretoria, wo er sich für die Saison 2014 der Akademie der Blue Bulls anschloss. In der U19-Auswahl der Blue Bulls sorgte er maßgeblich dafür, dass es sein Team 2014 bis ins Finale der südafrikanischen Junioren-Meisterschaft schaffte. Anfang 2015 musste sich van der Merwe einer Operation unterziehen, die ihn für den Großteil der Saison außer Gefecht setzte. Für die UP Turks, die Mannschaft der Universität Pretoria, nahm er 2016 am Varsity Rugby teil und kam mit ihnen bis ins Halbfinale; dabei war er der erfolgreichste Scorer der Saison bezüglich der Anzahl erfolgreicher Versuche.
Nach dem Varsity Cup gab Van der Merwe in der Currie-Cup-Qualifikationsserie 2016 sein Debüt in der ersten Mannschaft der Blue Bulls, bestritt für diese aber nur zwei Spiele. Grund dafür war ein Nachwuchsvertrag, den er beim französischen Verein Montpellier Hérault Rugby unterschrieben hatte. Sein Debüt in der höchsten französischen Liga Top 14 gab er am 31. Dezember 2016 gegen Section Paloise. Aufgrund einer wiederkehrenden Hüftverletzung und Schwierigkeiten, sich an die französische Kultur und Sprache anzugewöhnen, spielte er 2017 mehrere Monate lang nicht.
Van der Merwe wechselte im Mai 2017 zum schottischen Franchise Edinburgh Rugby in der Liga Pro 14. Er war damals zwar noch immer verletzt und fiel beim Medizincheck durch, doch Trainer Richard Cockerill war von seinen Fähigkeiten überzeugt und setzte sich dafür ein, dass er bei der Mannschaft bleibt. Sein erstes Spiel für Edinburgh bestritt van der Merwe im November 2017. Er fügte sich rasch ins Mannschaftsgefüge ein und etablierte sich in kurzer Zeit zum Stammspieler. Nach vier Spielzeiten in Schottland wechselte van der Merwe vor der Saison 2021/22 zu den Worcester Warriors in die Premiership Rugby. Er war zwar unbestritten der beste Spieler seines Teams, doch die Warriors belegten nur den elften Platz. Allerdings trug er wesentlich dazu bei, dass sie in diesem Jahr den Pokalwettbewerb Premiership Rugby Cup für sich entscheiden konnten.
Aufgrund der Insolvenz der Worcester Warriors wurden die Verträge aller Spieler am 5. Oktober 2022 aufgelöst. Nur wenige Stunden später gab das Management von Edinburgh Rugby bekannt, dass sie van der Merwe erneut verpflichtet hat.

### Nationalmannschaft
Kurz nach seiner Verpflichtung bei den Blue Bulls wurde van der Merwe in die südafrikanische U20-Nationalmannschaft berufen, die an der Juniorenweltmeisterschaft 2014 in Neuseeland teilnahm. Dort sprang er kurzfristig für den verletzten Rohan Janse van Rensburg ein. Er stand in der Vorrunde beim 20:8-Sieg gegen Samoa in der Startformation. Während er im Halbfinale gegen den Gastgeber auf der Bank saß, wurde er im Finale gegen England in der zweiten Halbzeit eingewechselt, doch sein Team verlor 20:21 und belegte den zweiten Platz.
Da er zuvor nie für die Springboks gespielt und über drei Jahre lang einen festen Wohnsitz in Schottland hatte, war van der Merwe gemäß den Regeln von World Rugby nominierbar. Nationaltrainer Gregor Townsend entschloss sich deshalb dazu, ihn in die schottische Nationalmannschaft zu berufen. Sein internationales Debüt gab van der Merwe am 23. Oktober 2020 gegen Georgien, wobei er einen Versuch zum 48:7-Sieg beisteuerte. In der ersten Partie von Six Nations 2021 erzielte er den entscheidenden Versuch zu einem geschichtsträchtigen 11:6-Auswärtssieg über England, denn es handelte sich dabei um den ersten Sieg der Schotten im Twickenham Stadium seit 1983. Mit drei weiteren Versuchen stellte er in der Folge schottische Siege über Italien und Frankreich sicher; damit war er auch der Topskorer des Turniers.
Zwei Monate später wurde van der Merwe in den Kader der British and Irish Lions einberufen und nahm an der Südafrika-Tour teil. Sowohl im Aufwärmspiel gegen Japan in Twickenham als auch in allen drei Test Matches gegen Südafrika stand er in der Startformation. Beim Six Nations 2023 brillierte er ein weiteres Mal gegen England und erzielte zwei Versuche zum 29:23-Auswärtssieg, wodurch Schottland erstmals seit 1972 zum dritten Mal in Folge den Calcutta Cup errang.